# Francisco Ventoso
Francisco José Ventoso Alberdi (ur. 6 maja 1982 w Reinosa) – hiszpański kolarz szosowy, zawodnik należącej do dywizji UCI WorldTeams drużyny CCC Team.

## Najważniejsze zwycięstwa i sukcesy
2004
- 1. miejsce w Wachovia International Championship
- 1. miejsce na 1. etapie Tour of Qatar

2006
- 1. miejsce na 3. etapie Vuelta a España
- 1. miejsce na 4a. etapie Euskal Bizikleta

2007
- 1. miejsce na 2., 3. i 5. etapie Vuelta a Castilla y León

2008
- 1. miejsce na 3. etapie Vuelta a Castilla y León
- 1. miejsce na 1. etapie Tour de La Rioja

2009
- 1. miejsce w Paris-Corrèze
- 1. miejsce w Grand Prix Bruno Beghelli
- 1. miejsce w Tour of Hainan
  - 1. miejsce na 4. etapie
- 1. miejsce na 2. etapie Vuelta a la Comunidad de Madrid

2010
- 1. miejsce na 2. etapie Ster Elektrotoer
- 1. miejsce na 5. etapie Vuelta a Andalucía
- 1. miejsce w Paryż-Bruksela
- 1. miejsce na 2. etapie Vuelta a la Comunidad de Madrid

2011
- 1. miejsce na 5.etapie Tour Down Under
- 1. miejsce na 6. etapie Giro d'Italia
- 1. miejsce na 3. etapie Vuelta a Andalucía
- klasyfikacja punktowa w Vuelta a Castilla y León
  - 1. miejsce na 1. i 2. etapie

2012
- 1. miejsce w Mistrzostwach Hiszpanii (start wspólny)
- 1. miejsce na 4. etapie w Circuit de la Sarthe
- 1. miejsce na 9. etapie Giro d'Italia
- 1. miejsce na 5. etapie Tour du Poitou-Charentes

2013
- 8. miejsce w GP Ouest-France

2014
- 3. miejsce w Gran Premio Nobili Rubinetterie